# Waldrach
Waldrach – miejscowość i gmina w Niemczech, w kraju związkowym Nadrenia-Palatynat, w powiecie Trier-Saarburg, siedziba gminy związkowej Ruwer.